# Winter-Paralympics 2018/Medaillenspiegel
Diese Tabelle zeigt den Medaillenspiegel der Winter-Paralympics 2018. Die Platzierungen sind nach der Anzahl der gewonnenen Goldmedaillen sortiert, gefolgt von der Anzahl der Silber- und Bronzemedaillen. Weisen zwei oder mehr Länder eine identische Medaillenbilanz auf, werden sie alphabetisch geordnet auf dem gleichen Rang geführt. Dies entspricht dem System, das vom IOC verwendet wird.
| Medaillenspiegel | Medaillenspiegel    | Medaillenspiegel | Medaillenspiegel | Medaillenspiegel | Medaillenspiegel |
| Platz            | Land                | Goldmedaille     | Silbermedaille   | Bronzemedaille   | Gesamt           |
| ---------------- | ------------------- | ---------------- | ---------------- | ---------------- | ---------------- |
| 1                | Vereinigte Staaten  | 13               | 15               | 8                | 36               |
| 2                | IPC (NPA)           | 8                | 10               | 6                | 24               |
| 3                | Kanada              | 8                | 4                | 16               | 28               |
| 4                | Frankreich          | 7                | 8                | 5                | 20               |
| 5                | Deutschland         | 7                | 8                | 4                | 19               |
| 6                | Ukraine             | 7                | 7                | 8                | 22               |
| 7                | Slowakei            | 6                | 4                | 1                | 11               |
| 8                | Belarus             | 4                | 4                | 4                | 12               |
| 9                | Japan               | 3                | 4                | 3                | 10               |
| 10               | Niederlande         | 3                | 3                | 1                | 7                |
| 11               | Schweiz             | 3                | 0                | 0                | 3                |
| 12               | Italien             | 2                | 2                | 1                | 5                |
| 13               | Großbritannien      | 1                | 4                | 2                | 7                |
| 14               | Norwegen            | 1                | 3                | 4                | 8                |
| 15               | Australien          | 1                | 0                | 3                | 4                |
| 16               | Finnland            | 1                | 0                | 2                | 3                |
| 16               | Neuseeland          | 1                | 0                | 2                | 3                |
| 16               | Südkorea            | 1                | 0                | 2                | 3                |
| 19               | Kroatien            | 1                | 0                | 1                | 2                |
| 20               | Volksrepublik China | 1                | 0                | 0                | 1                |
| 20               | Kasachstan          | 1                | 0                | 0                | 1                |
| 22               | Österreich          | 0                | 2                | 5                | 7                |
| 23               | Spanien             | 0                | 1                | 1                | 2                |
| 24               | Schweden            | 0                | 1                | 0                | 1                |
| 25               | Belgien             | 0                | 0                | 1                | 1                |
| 25               | Polen               | 0                | 0                | 1                | 1                |
| Gesamt           | Gesamt              | 80               | 80               | 81               | 241              |